# تراپستون
longitudeتراپستونlatitudeتراپستون
تراپستون (به انگلیسی: Thrapston) یک منطقهٔ مسکونی در انگلستان است که در میدلند شرقی واقع شده‌است.

## خصوصیات
تراپستون ۴٬۸۳۵ نفر جمعیت دارد.